# Naoko Hayashiba
Naoko Hayashiba (林葉 直子), née le 24 janvier 1968 à Fukuoka, également connue sous le pseudonyme Masaru Katori (かとり まさる), est une ancienne joueuse de shogi professionnelle japonaise qui exerce actuellement une activité d'écrivaine et de mangaka. Sa carrière au shogi a cependant cessé en 1995 à la suite d'un scandale sexuel avec Makoto Nakahara ; depuis lors, elle s'est consacrée à l'écriture aussi bien de livres et de mangas que pour la télévision. Elle a notamment scénarisé le manga Kings of Shogi.

## Carrière au shogi

### Records
Hayashiba devient en 1991 la première femme à battre un professionnel masculin, Kinji Shiihashi (ja), lors d'un tournoi, le Ginga-sen alors non officiel.
Elle a battu le record du taux de victoires le plus élevé sur une année en 1989 avec 23 victoires en 27 parties (soit 85 %), record surpassé par Ichiyo Shimizu en 1993 ; elle a également détenu de 1982 à 2010 le record du plus grand nombre de victoires d'affilée avec 17 victoires de suite, record battu en 2010 par Hiroe Nakai.

### Palmarès
Hayashiba a remporté le Meijin amateur à l'âge de 11 ans, en 1979.
En tant que professionnelle, elle a remporté 15 titres durant sa carrière dont 4 fois le Meijin féminin et 10 fois le Ōshō féminin,, ce qui lui permet de satisfaire les conditions pour détenir le titre de Ōshō honoraire. À 15 ans, elle devient la plus jeune joueuse à remporter le Meijin féminin, et à détenir deux titres à la fois,,.